# 누리호 개량 사업
누리호 개량 사업은 누리호를 개량하는 사업이다.

## 역사
2022년 10월까지 계획된 누리호 관련 예산은 1조9천572억원에 달한다. 누리호 사업 이후, 정부는 누리호 개량 사업을 1조 5천억원에 추진할 계획이다.
2021년 6월 29일, 한국항공우주연구원(KARI)과 과기정통부는 총 1조5000억원을 들여 2026년까지 누리호의 화물 적재량을 현재 1.5t에서 2.8t 이상으로, 최고 도달 고도도 500~600km 안팎에서 700km 이상으로 향상시키겠다는 성능 개선 계획을 제출해 예타 심사를 받았지만, '보류' 판정을 받았다. 다만 약 6000억원 가량의 반복 발사(추가 4기) 예산만 통과됐다. 정부는 이에 다시 사업을 계속 추진하겠다는 입장이다.
예타 과정에서 심의위원들은 누리호가 아직 최종 발사에 성공하지 못해 '불확실성'이 남아 있는 상황이라는 점을 들어 개량 사업이 시급하지 않다며 반대했다. 일부에선 KARI 등이 계획한 누리호 개량 목표가 미국 등에서 개발 중인 최첨단 로켓처럼 연료를 교체하고 재활용을 가능케 하는 등 좀 더 '도전적'이어야 한다며 회의적이었다.
2021년 7월 5일, 임혜숙 과학기술정보통신부 장관은 정부세종청사에서 출입 기자간담회를 개최했다. 임 장관은 누리호 개량형 사업 예타가 통과되지 못한 사유로 두 가지를 들었다. 첫째 도전성 부재, 둘째 한미 미사일 지침 변경에 따른 결과가 반영되지 않았다는 지적을 받았다고 전했다.
고체엔진을 활용해 누리호의 성능을 높이고 임무를 확대하는 방안도 추진된다. 2025년부터 개량형 한국형발사체 상단에 고체엔진 ‘킥모터’를 적용해 성능을 높인다는 목표다. 킥모터는 짧은 시간에 연료를 점화시켜 발사체의 궤도를 바꾸거나 추가 추력을 얻을 때 활용한다. 킥모터를 누리호의 4단 엔진으로 활용하면 탑재체 무게를 늘릴 수 있다.
2021년 7월, ADD가 우주발사체용 고체엔진 연소시험에 성공했다.

## 새로운 계획

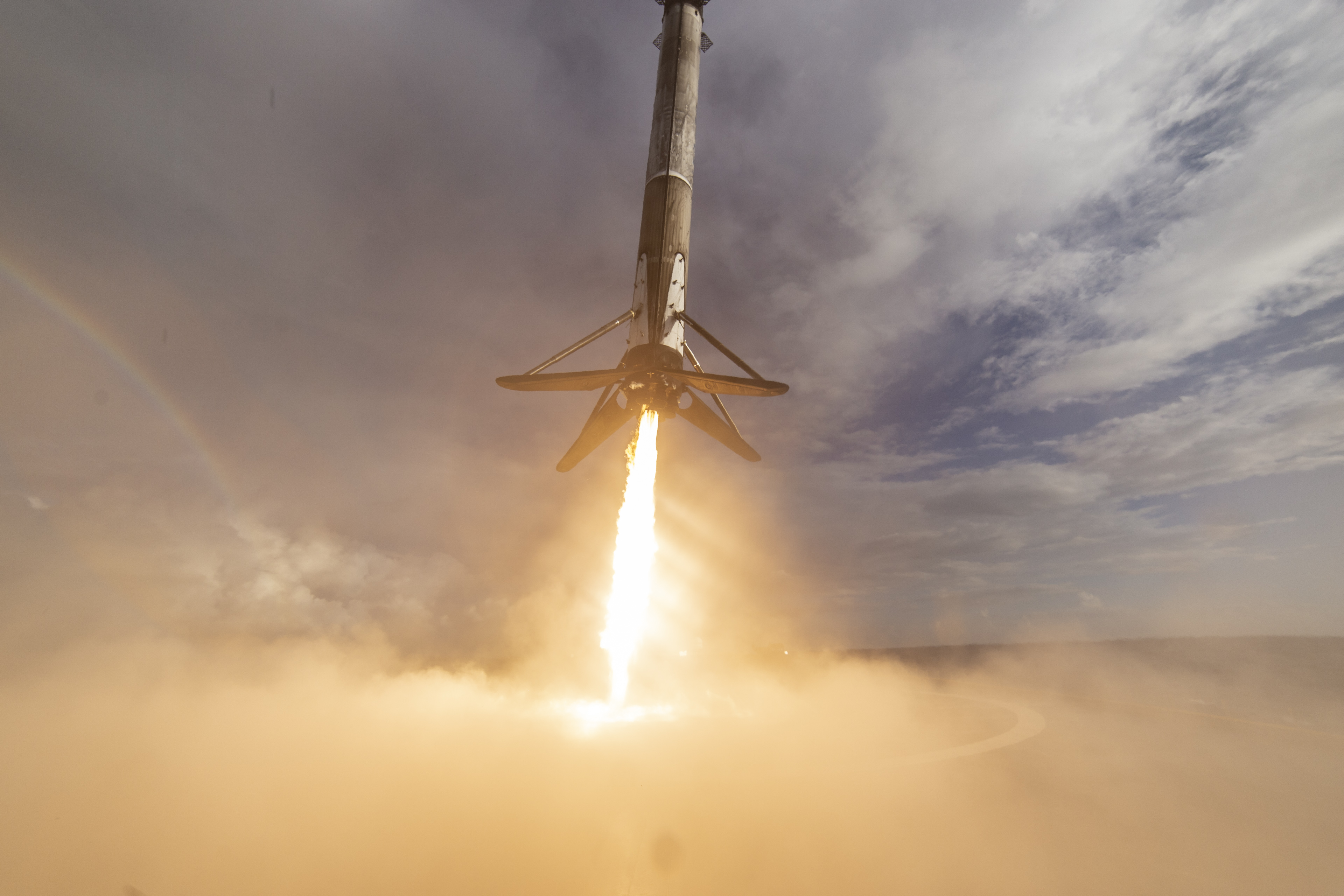
재사용을 위해 착륙중인 팰컨9 블록5 로켓

기존 누리호 개량형 개발안은 엔진을 매우 약간만 업그레이드하는 것이었는데, 예타에서 탈락하고, 새로 만든 개발안에서는 엔진을 완전히 새로 개발하기로 바꾸었다.
재사용 로켓 엔진 선행개발
- 진공추력: 100톤급 내외
- 비추력: 325~330초
- 연소실 압력: 150bar 내외
- 엔진사이클: 다단연소사이클

누리호 1단 엔진은 가스발생기사이클이었는데, 이를 다단연소사이클로 바꾼다는 것은, 완전히 새로운 엔진을 새로 개발하겠다는 의미이다. 진공추력을 100톤급이라고 했는데, 나로우주센터에 보관중인 러시아제 RD-191 다단연소사이클 엔진의 진공추력이 213톤이다.
현재 세계적으로 유명한 재사용 로켓은 세계 1위 부자 일론 머스크 회장의 스페이스X에서 사용하는 팰컨 9이다. 누리호(KSLV-II) 다음 모델인 KSLV-III에 대해서, 팰컨 9의 90톤 추력 가스발생기사이클 엔진 9개를 묶어서 재사용이 가능하게 하는 21세기 최첨단 방식이냐, 아니면 누리호에 간단하게 부스터 로켓을 옆에 붙이는 70년대 방식이냐가 논의 되었는데, 문재인 정부는 팰컨 9으로 가자고 결정을 내린 것으로 추정된다.
최첨단 로켓은, 막대한 개발비와, 장시간의 개발기간이 필요하다. 반면에 단순하게 부스터만 옆에 붙이는 방식은, 개발비가 적고, 개발기간이 적게 걸린다.

## 달탐사
2030년 발사될 달탐사 로켓은 누리호가 아니라 누리호 개량형이다. 2022년부터 누리호 개량 사업을 시작해, 2029년에 누리호 개량형을 최초발사하고, 2030년에 한국형 달 탐사선을 누리호 개량형으로 발사할 계획이다.
누리호 후속 연구개발 사업도 기획 중이다. 누리호 후속 발사체는 약 830kg급 한국형 달 탐사선 발사도 가능하도록 누리호 대비 약 2배의 궤도 투입 성능을 보유한 발사체로 개발할 예정이다.

## 3단 로켓 개량
우리나라도 누리호 개발과 병행해 다단연소사이클 방식의 추력 9톤급 액체로켓엔진 KRE-010 선행 연구를 해오고 있다. 2016년부터 현재까지 단일 최장 600초 연소시험 등 60회 이상의 시험을 완료했고 엔진 추력을 40%까지 낮출 수 있어 다양한 활용 가능성도 확인했다. 향후 3회 이상 재점화 기술도 연구 해 나갈 예정이다. 누리호 이후 개발될 우주발사체에 9톤급 다단연소사이클 엔진이 적용되면 탑재 위성 무게를 1.5톤에서 2.7톤까지 늘리고, 2기 이상의 위성을 여러 궤도에 투입하고, 한국형 달 탐사선 발사도 가능할 것으로 보인다.

## 같이 보기
- 대한민국의 달탐사 계획
- 한국형 달 탐사선
- 중궤도 정지궤도 발사체